# 基奧馬村 (愛荷華州)
基奧馬村（英語：Keomah Village）是一個位於美國愛荷華州馬哈斯卡縣的城市。

## 地理
基奧馬村的座標為41°17′22″N 92°32′11″W / 41.28944°N 92.53639°W，而該地的平均海拔高度為240米（即787英尺）。

## 人口
根據2010年美國人口普查的數據，基奧馬村的面積為0.08平方千米，當中陸地面積為0.08平方千米，而水域面積為0.00平方千米。當地共有人口84人，而人口密度為每平方千米1,050人。